# Vuelo 707 de Aerolíneas Argentinas
El Vuelo 707 de Aerolíneas Argentinas fue un servicio internacional de pasajeros Asunción–Formosa–Corrientes–Rosario–Buenos Aires operado con un Avro 748-105 Srs. 1, registro LV-HGW, con el nombre de “Ciudad de Bahía Blanca”, que se estrelló el 4 de febrero de 1970 en el paraje Colonia Tacuarí, Chaco, Argentina.
La tripulación estaba integrada por Rodolfo Canu (piloto), Carlos Bellocq (copiloto), Jorge Filipelli (auxiliar a bordo) y Cecilia Coriasco (auxiliar a bordo).

## Hechos
El vuelo 707 de Aerolíneas Argentinas unía las capitales de Paraguay (Asunción) y Argentina (Buenos Aires), con escalas intermedias en Formosa, Corrientes y Rosario. La tripulación estaba integrada por Rodolfo Canu (piloto), Carlos Bellocq (copiloto), Jorge Filipelli (auxiliar a bordo) y Cecilia Coriasco (auxiliar a bordo).
Al llegar a Corrientes, el vuelo se vio demorado debido a un frente de tormenta "con cumulonimbus y cumulus potentis y congestus”. Finalmente la nave despegó a las 20:46 con dirección al aeropuerto de Rosario. Nueve minutos después se perdió contacto de radio, cuando la nave se encontraba cerca del límite entre la provincia del Chaco y la provincia de Santa Fe, atravesando una zona de fuertes tormentas. Allí la tripulación perdió el control, estrellándose cerca de Colonia Tacuarí, en un palmar ubicado en un paraje conocido como Loma Alta.

## Causas
La causa inmediata del accidente fue la turbulencia severa que enfrentó la nave al ingresar a la zona de tormenta, que llevó a la pérdida de control y a un viraje escarpado de 180 grados, cayendo a gran velocidad en un ángulo de 40-45 grados. El ingreso del avión a la zona de tormenta se debió a un error del comandante al diseñar el plan de vuelo, optando por navegar a través de la tormenta, en lugar de rodearla, desoyendo la recomendación de dos comandantes que había sobrevolado la zona minutos antes.